# Daryan
Daryan este un oraș din Iran.